# 馴悍記
《馴悍記》（The Taming of the Shrew）是威廉·莎士比亚的一部喜剧，它是莎士比亚早期的作品，可能成剧于1590年至1594年。

## 故事来源
这个故事的基本元素见诸卡斯蒂利亚传说。而次要情节，包括琵央加和路森修等人物则来自阿里奥斯托的作品 I Suppositi（有可能经由 George Gascoigne 的英译本 Supposes）。

## 版本

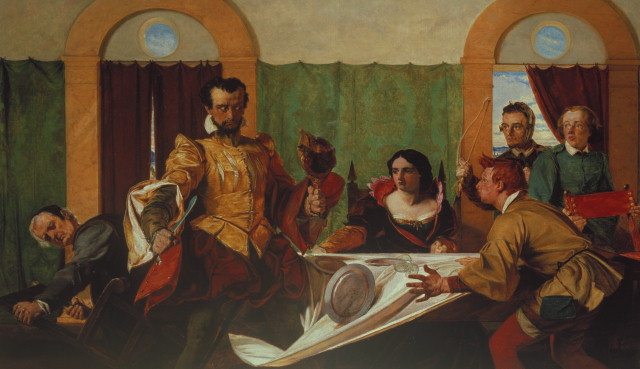
奥古斯都斯·埃格画的《馴悍記》

由于《馴悍記》现存有另一个不同的版本 The Taming of a Shrew（《馴悍記》通行本为 The Taming of the Shrew），故演出时的主题以及其如何出版是一个复杂的问题。学者普遍相信，A Shrew 出自莎士比亚喜剧的一个不精确的盗印本，或为莎氏另一部已散佚作品的 bad quarto 版本。《馴悍記》也因《第一对开本》中收录而在1623年首次出版，但 A Shrew 版本则有1594年、1596年及1607年的版本。

## 劇中人物
- 凯瑟丽娜（Katherina ）：也稱凱特（Kate），標題中的“悍婦”
- 琵央加（Bianca Minola）：凯瑟丽娜之妹
- 巴普提斯塔（Baptista Minola）：凯瑟丽娜和琵央加之父
- 彼特鲁乔（Petruchio）：凯瑟丽娜的追求者
- 葛莱米奥（Gremio）：琵央加的追求者
- 路森修（Lucentio） ：琵央加的追求者
- 霍坦西奥（Hortensio） ：琵央加的追求者，彼特鲁乔之友
- 葛魯米奥（Grumio）：彼特鲁乔的男僕
- 特拉尼奧（Tranio） ：路森修的男僕
- 比昂台羅（Biondello） ：路森修之僕
- 文森修（Vincentio）：路森修之父
- 寡婦（Widow）：後被霍坦西奥追求
- 老學究（Pedant）：假扮文森修之人
- 縫紉用品商人
- 裁縫
- 寇提斯（Curtis）：彼特鲁乔之僕
- 納撒尼爾（Nathaniel）：彼特鲁乔之僕
- 約瑟芬（Joseph）：彼特鲁乔之僕
- 彼得（Peter） ：彼特鲁乔之僕
- 尼古拉斯（Nicholas）：彼特鲁乔之僕
- 菲利普（Philip）：彼特鲁乔之僕
- 官員

出現在前奏部分的人物
- 克利斯朵夫·斯赖（Christopher Sly）：醉鬼
- 酒館館主
- 爵士：拿斯賴惡作劇
- 巴塞洛繆（Bartholomew）：爵士的僮僕，假扮斯賴的妻子

## 剧情
第一幕前还有一个前奏，这个前奏的内容是说这部剧是演给克利斯朵夫·斯赖的。斯赖是一个酒鬼，但是因为不肯付酒钱因此被人赶出了酒店。就在他在酒店外面沉睡的时候有一个爵士经过酒店前看到了他。这个爵士决定拿斯賴来取笑。他让人将斯赖抬入一个豪华住房，放入床中。斯是一个爵士，但是忘了他是谁，而他在酒店里的经历只不过是他梦见的。一个打扮成少女的青年对他说是他的妻子。虽然别人一再请斯赖去看戏，但是斯赖坚持他的妻子立刻与他上床。最后斯赖还是被说服看戏，而这出戏就是《馴悍記》。
《馴悍記》剧名中的“悍妇”是帕多瓦商人巴普提斯塔的女儿凯瑟丽娜。她情绪变化非常剧烈，没有任何男人能够控制得了她。在一幕中她将她的妹妹琵央加绑在椅子上问她，她最喜欢哪一个求婚人。由于她妹妹无法回答她，她就打她的妹妹。在另一幕中她用她的笛子打她的音乐教师。她的妹妹则是一个温顺美丽的少女，城里许多贵人都向她求婚。她往往被称为是“理想的妇女”。但是巴普提斯塔发过一个誓：在大女儿凯瑟丽娜出嫁前他不肯让他的小女儿结婚。琵央加的两个求婚者决定联盟想办法为凯瑟丽娜找一个丈夫，这样他们就可以为琵央加竞争了。这两个求婚者里的一个，葛莱米奥，是个年老白发的，另一个，霍坦西奥，则年轻调皮。
当两个外人来到城里时，情况就变得复杂了。这两个外人之一是比萨富商文森西的儿子路森修，他爱上了琵央加。另一个是彼得鲁乔，他好像只爱钱。
当巴普提斯塔提到琵央加需要一个教师时，葛莱米奥和霍坦西奥就争着要找一个来赢得巴普提斯塔的好感。葛莱米奥推荐路森修为“知识分子”，而霍坦西奥则说服彼特鲁乔推荐他为音乐教师。这样路森修和霍坦西奥就背着巴普提斯塔假冒教师来求琵央加的情。

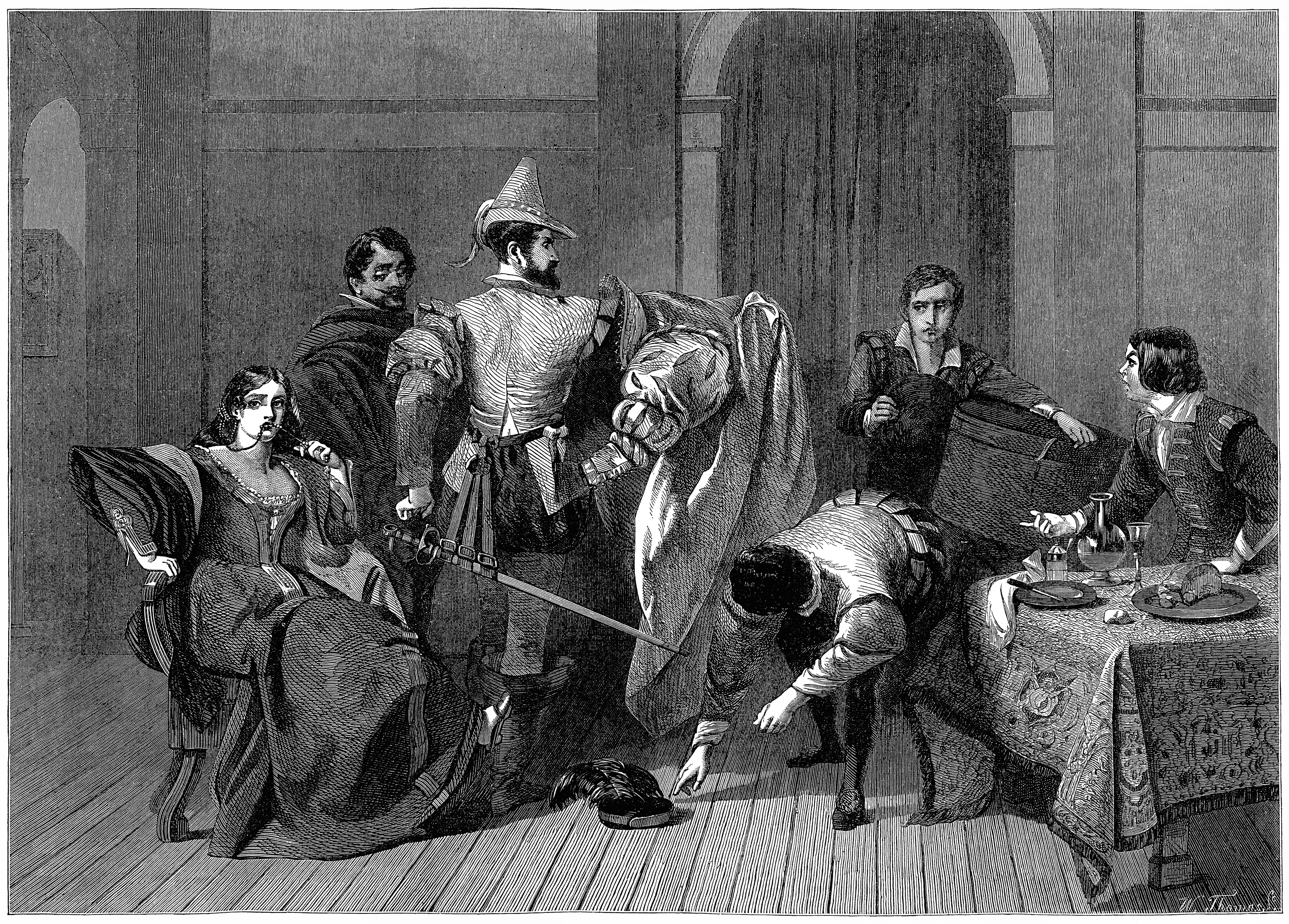
《驯悍记》第四幕第三场，彼特鲁乔为了驯服他的新娘听从自己的意愿，将他送给她的礼物弄坏，并扔掉。W·托马斯创作于1886年

与此同时彼特鲁乔听说了凯瑟丽娜巨大的嫁妆，因此他企图向凯瑟丽娜求婚。在一幕中他与凯瑟丽娜交谈，来显示出他与凯瑟丽娜一样聪明。他很快就凯瑟丽娜结婚，获得了她的嫁妆，最后不顾凯瑟丽娜的反对将她带回家。到家后他开始驯服他的新娘——他让她不能睡觉，找出种种原因来饿她，为她买漂亮的衣服然后又将这些衣服扯碎。凯瑟丽娜被这些举动深深打击，当彼特鲁乔最后对凯瑟丽娜说他们要回帕多瓦参加琵央加的婚礼时，凯瑟丽娜非常愿意服从。当他们回到帕多瓦时凯瑟丽娜已经完全被驯服了。她向其他人表示假如她丈夫要求的话她就会将太阳称为月亮，月亮称为太阳。
琵央加与路森修结婚（其间还有一个非常复杂的故事，路森修的仆人扮演他的主人，而他本人则扮演教师）。霍坦西奥娶了一个富寡妇。在喜筵上彼特鲁乔自夸说他过去无法驯服的妻子现在完全服从他了。巴普提斯塔、路森修和霍坦西奥都不相信他，而且后两者坚信他们的妻子更听话。彼特鲁乔建议他们打赌，叫一个仆人去叫他们的妻子，看谁的妻子最服从谁就赢。巴普提斯塔不相信悍妇凯瑟丽娜真的被驯服了，因此在赌注上有又添了一份巨大的嫁妆。
结果凯瑟丽娜是唯一听话到来的，为彼特鲁乔赢得了又一份嫁妆。最后其他妻子也被唤来，凯瑟丽娜独白说妻子们总是应该听她们的丈夫的话。

## 争议
对于《馴悍記》有许多不同的解释。
- 从现代的女性主義的角度来看这部戏显然贬抑女性，尤其其结尾不可忍受。
- 但是彼特鲁乔在驯服凯瑟丽娜时自己也受了同样多的罪——为了饿凯瑟丽娜他自己不吃饭，为了让凯瑟丽娜自己认识到自己的疯狂他本人也发疯，为了强迫凯瑟丽娜不睡觉他通宵不睡。
- 凯瑟丽娜的“狂暴”似乎只有通过他的这些极端手段才能被克服。最后凯瑟丽娜被塑造成一个被当时社会所接受的女性。
- 一定程度上的争议是，女子的不符合传统及基本礼节，是否需要最后重新塑造成符合社会的模型，而当时社会中的女性是否为独立的现代女性。

## 电影和电视
- 最早的《馴悍記》电影是1908年的一部无声电影。
- 最早的有声电影是1929年拍的。
- 1967年拍的版本以伊丽莎白·泰勒为主角非常有名。
- 1980年英国广播公司拍过一个版本。
- 2005年英国广播公司推出莎士比亚重现系列 ShakespeaRe-Told 的現代版本，部份在現代看似虐待配偶的情節都變得合理化，例如主角們去的蜜月酒店剛好遇上斷水斷電斷糧。在最後彼特魯喬都引用同樣出自聖經的「丈夫也當照樣愛妻子」，對原文「妻子順服丈夫」作出補充。凱瑟麗娜變成了能幹的國會議員，最後更成為首相；彼特魯喬就從沒落貴族變成家庭主夫。

## 衍生作品
许多后来的作品是从《馴悍記》衍生出来的，其中包括芭蕾舞剧《驯悍记》、粤剧《刁蛮公主憨驸马》、音乐剧《刁蠻公主》，1952年的经典电影《蓬門今始為君開》，1999年的少年喜剧電影《对面恶女看过来》和2003年的电影《爱娃的爱》、1997年台灣果陀劇場《吻我吧娜娜》、2006年台灣海山戲館歌仔戲《惡女嬌妻》、2025年香港話劇團的舞台劇《塘西馴悍記》。
1611年莎士比亚的同代人约翰·弗莱彻为《馴悍記》写了一个续剧，可能是为了引起莎士比亚的注意。弗莱彻此举显然很成功，他和莎士比亚此后同写了至少三部剧。

## 外部連結
点击阅读驯悍记